# Calinaga
A Calinaga a rovarok (Insecta) osztályának a lepkék (Lepidoptera) rendjéhez, ezen belül a tarkalepkefélék (Nymphalidae) családjához tartozó Calinaginae alcsalád egyetlen neme.

## Rendszerezésük
A nembe az alábbi fajok tartoznak:
- Calinaga aborica
- Calinaga avalokita
- Calinaga bedoci
- Calinaga brahma
- Calinaga buddha
- Calinaga buphonas
- Calinaga cercyon
- Calinaga chekiangensis
- Calinaga concolor
- Calinaga davidis
- Calinaga derufa
- Calinaga dubernardi
- Calinaga fokienensis
- Calinaga formosana
- Calinaga funebris
- Calinaga gautama
- Calinaga genestieri
- Calinaga kuangtungenis
- Calinaga lactoris
- Calinaga lhatso
- Calinaga nicevillei
- Calinaga nubilosa
- Calinaga pacifica
- Calinaga saka
- Calinaga sudassana